# Михаловци
Михаловци (на словенски: Mihalovci) е село в Словения, Подравски регион, община Ормож. Според Националната статистическа служба на Република Словения през 2015 г. селото има 144 жители.